# Gastão Galhardo Madeira
Gastão Galhardo Madeira (Ubatuba, 20 de junho de 1869 — São Paulo, 4 de agosto de 1942) foi um advogado e inventor brasileiro.

## Biografia
Já aos 13 anos Gastão Galhardo Madeira chamava a atenção pela criatividade, quando projetou o que seria um moto-perpétuo: um aparelho de movimento automático e contínuo que deveria funcionar sem qualquer fonte de energia. O invento nunca saiu do papel.
Em 1887, aos 18 anos, ingressou na Faculdade de Direito da Cidade de São Paulo e, concomitantemente aos estudos acadêmicos, começou a fazer observações meticulosas do voo dos pássaros, com o fim de descobrir princípios que pudesse aplicar à navegação aérea. Compulsava tudo o que dissesse respeito ao assunto, se interessando tanto por aerostação quanto por aviação.  Em 24 de julho de 1890 pediu patente no Rio de Janeiro para “um novo aeróstato dirigível”, concedida em 19 do mês seguinte.
Em janeiro de 1892 publicou pelas páginas do Correio Paulistano um Estudo sobre a direção dos aeróstatos e especialmente dos pára-quedas. No fim do ano recebeu o grau de bacharel em Ciências Jurídicas e Sociais pela Faculdade de Direito da Cidade de São Paulo, passando a dedicar-se à advocacia.
Só retomou o interesse pela aeronáutica em 1911. Há notícias de demonstrações exitosas dele nesse ano no Palácio do Catete com um aeromodelo original de planador perante o próprio Presidente da República, o marechal Hermes da Fonseca.
Em 1912 Gastão Madeira projetou um novo aeródino, o Brasil-S. Paulo. No ano seguinte ele dirigiu uma petição ao Senado do Estado de São Paulo solicitando subsídios para uma viagem de experiências à Europa. Acompanhava a petição pareceres favoráveis ao invento lavrados por uma comissão de engenheiros da Escola Politécnica. O assunto entrou em pauta no senado no dia 15 de dezembro de 1913 e as discussões prolongaram-se até 27 daquele mês, quando foi aprovado o Projeto No 6 de 1913, “autorizando o governo a conceder ao bacharel Gastão Madeira auxílio para experiências definitivas de um novo tipo de aeroplano, de seu invento.” O total do crédito fornecido foi de 36 contos de réis.
Auxílio concedido, Gastão Madeira partiu em abril de 1914 com a família para a Europa, fixando-se na França. Obteve quatro patentes pelo Office National de la Propriété Industrielle: a primeira, para um “aparelho de divertimento que dá a ilusão de vôo”, foi pedida em 13 de junho de 1914 e concedida em 24 de novembro do mesmo ano (n. 474.398); a segunda, para um “dispositivo assegurador da estabilização automática de aeroplanos e análogos”, foi solicitada no dia 11 de julho de 1914 e expedida em 22 de janeiro de 1915 (n. 475.066); a terceira, para “anúncios luminosos comandados por uma porta giratória”, foi requisitada no dia 15 de dezembro de 1915 e concedida em 9 de maio de 1916 (n. 480.454); e a quarta, para um “dispositivo de comando do leme de profundidade de aeroplanos e outros aparelhos aéreos”, foi requerida no dia 3 de maio de 1916 e assegurada em 19 de fevereiro de 1919 (n. 491.840).
Devido à Primeira Guerra Mundial, não conseguiu a industrialização dos seus inventos e retornou ao Brasil em 1917. Em 1939 foi nomeado sócio honorário do Instituto Histórico e Geográfico de São Paulo.